# Edelweiss Air
Edelweiss Air — швейцарская чартерная авиакомпания.

## История
Авиакомпания была основана 19 октября 1995 года в Бассерсдорфе, Швейцария, с помощью только одного самолёта, McDonnell Douglas MD-83. Флот был впоследствии расширен. В 1998 году были введены Airbus A320-200 чтобы заменить MD-83, а в 1999 были начаты дальнемагистральные рейсы на Airbus A330-200. С марта 2011 года, «Эдельвейс эйр» добавили один Airbus A330-300 для своего флота.
До ноября 2008 года, Edelweiss Air полностью принадлежал Kuoni Travel Ltd и имел 190 сотрудников. [2], когда операционные права были проданы Swiss International Air Lines, в обмен на продажу прав отеля потенциала через швейцарские сети продаж[прояснить]. Так как Swiss International Airlines с тех пор были приобретены Lufthansa, Edelweiss air также стало дочерним предприятием крупнейшей немецкой авиакомпании, хотя она управляется независимо.